# Dan-Axel Zagadou
Dan-Axel Zagadou (ur. 3 czerwca 1999 w Créteil) – francuski piłkarz pochodzenia iworyjskiego, występujący na pozycji środkowego lub lewego obrońcy w niemieckim klubie VfB Stuttgart. Młodzieżowy reprezentant Francji. 

## Kariera
Jako dziecko Zagadou szkolił się w US Créteil, a później w Paris Saint-Germain. W 2016 roku został włączony do drużyny seniorów, lecz nigdy w niej nie zadebiutował. Nie grał nawet w rezerwach PSG, a wystąpił tylko w 2 meczach Ligi Młodzieżowej UEFA. W 2017 roku trafił do Borussii Dortmund.
Był kapitanem młodzieżowych reprezentacji Francji.